# Municipio de Alma (Nebraska)
Alma Township es una subdivisión territorial inactiva del condado de Harlan, Nebraska, Estados Unidos. Según el censo de 2020, tiene una población de 172 habitantes.

## Geografía
La subdivisión está ubicada en las coordenadas 40°8′25″N 99°20′22″O / 40.14028, -99.33944. Según la Oficina del Censo, tiene una superficie total de 89.88 km², de los cuales 87.34 km² corresponden a tierra firme y 2.54 km² están cubiertos de agua.

## Demografía
Según el censo de 2020, hay 172 personas residiendo en la zona. La densidad de población es de 2.0 hab./km². El 97.7% de los habitantes son blancos, el 0.6% es asiático y el 1.7% son de una mezcla de razas. Del total de la población, el 1.7% son hispanos o latinos de cualquier raza.